# Fallencourt
Fallencourt és un municipi francès situat al departament del Sena Marítim i a la regió de Normandia. L'any 2007 tenia 177 habitants.

## Demografia

### Població
El 2007 la població de fet de Fallencourt era de 177 persones. Hi havia 75 famílies de les quals 20 eren unipersonals (8 homes vivint sols i 12 dones vivint soles), 35 parelles sense fills i 20 parelles amb fills.
La població ha evolucionat segons el següent gràfic:
Habitants censats

### Habitatges
El 2007 hi havia 96 habitatges, 74 eren l'habitatge principal de la família, 11 eren segones residències i 12 estaven desocupats. 90 eren cases i 6 eren apartaments. Dels 74 habitatges principals, 53 estaven ocupats pels seus propietaris, 19 estaven llogats i ocupats pels llogaters i 2 estaven cedits a títol gratuït; 7 tenien dues cambres, 11 en tenien tres, 22 en tenien quatre i 34 en tenien cinc o més. 64 habitatges disposaven pel capbaix d'una plaça de pàrquing. A 41 habitatges hi havia un automòbil i a 25 n'hi havia dos o més.

### Piràmide de població
La piràmide de població per edats i sexe el 2009 era:
| Homes | Edats   | Dones |
| ----- | ------- | ----- |
| 0     | 95 o +  | 0     |
| 0     | 90 a 94 | 4     |
| 0     | 85 a 89 | 4     |
| 4     | 80 a 84 | 8     |
| 0     | 75 a 79 | 0     |
| 4     | 70 a 74 | 4     |
| 4     | 65 a 69 | 16    |
| 8     | 60 a 64 | 4     |
| 4     | 55 a 59 | 4     |
| 8     | 50 a 54 | 4     |
| 4     | 45 a 49 | 4     |
| 4     | 40 a 44 | 4     |
| 4     | 35 a 39 | 4     |
| 8     | 30 a 34 | 4     |
| 16    | 25 a 29 | 8     |
| 4     | 20 a 24 | 4     |
| 8     | 15 a 19 | 4     |
| 0     | 10 a 14 | 0     |
| 8     | 5 a 9   | 0     |
| 4     | 0 a 4   | 8     |

## Economia
El 2007 la població en edat de treballar era de 100 persones, 70 eren actives i 30 eren inactives. De les 70 persones actives 65 estaven ocupades (39 homes i 26 dones) i 5 estaven aturades (1 home i 4 dones). De les 30 persones inactives 11 estaven jubilades, 3 estaven estudiant i 16 estaven classificades com a «altres inactius».

### Ingressos
El 2009 a Fallencourt hi havia 75 unitats fiscals que integraven 183 persones, la mediana anual d'ingressos fiscals per persona era de 14.520 €.

### Activitats econòmiques
Dels 6 establiments que hi havia el 2007, 3 eren d'empreses de comerç i reparació d'automòbils, 2 d'empreses de transport i 1 d'una empresa classificada com a «altres activitats de serveis».
L'únic establiment comercial que hi havia el 2009 era una botiga de roba.
L'any 2000 a Fallencourt hi havia 7 explotacions agrícoles.

## Equipaments sanitaris i escolars
El 2009 hi havia una escola elemental integrada dins d'un grup escolar amb les comunes properes formant una escola dispersa.

## Poblacions més properes
El següent diagrama mostra les poblacions més properes.